# Attila

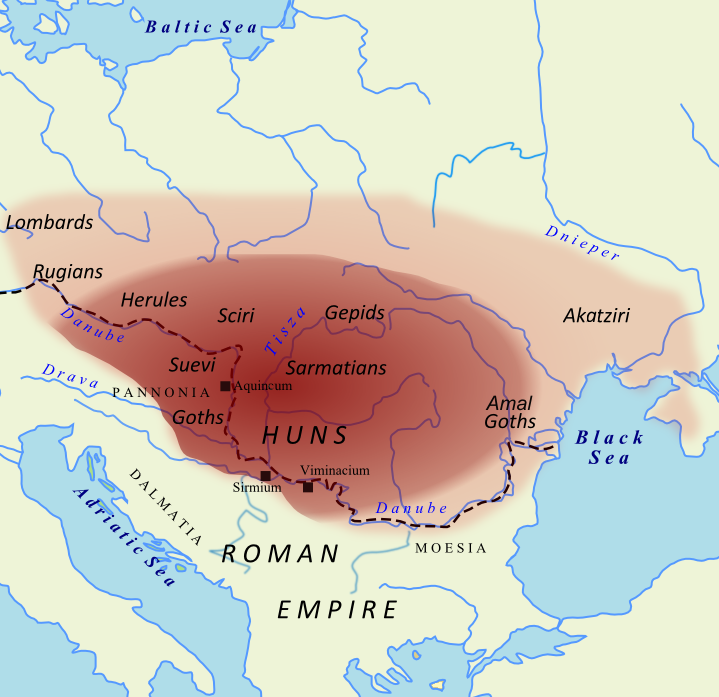
Ungefähre Ausdehnung des Hunnenreichs unter Attila bzw. die von den Hunnen abhängigen Stämme

Attila († 453) war seit 434 Mitherrscher mit seinem Bruder Bleda und von 444/45 bis zu seinem Tod Alleinherrscher des Kriegerverbands der Hunnen. Zentrum seines Machtbereichs war das Gebiet des heutigen Ungarns, wo die Hunnen im 5. Jahrhundert ein kurzlebiges Reich errichteten, das unter Attila die größte Machtentfaltung erlebte, aber bereits kurz nach seinem Tod wieder zusammenbrach.
Attila unternahm wiederholt Kriegszüge, die oft mit großer Härte durchgeführt wurden und sich zunächst gegen Ostrom, 451/52 jedoch vor allem gegen Westrom richteten. Daneben unterhielt er zu beiden Reichsteilen diplomatische Kontakte, die vor allem darauf abzielten, möglichst hohe Tributzahlungen der Römer durchzusetzen, die Attila benötigte, um sein nur locker aufgebautes Vielvölkerreich zusammenzuhalten. Die Römer wiederum waren an möglichst stabilen Verhältnissen im angrenzenden Barbaricum interessiert, um die Grenzen zu sichern. Für die römisch-hunnischen Kontakte dieser Zeit steht mit dem fragmentarisch erhaltenen Geschichtswerk des Priskos eine wichtige Quelle zur Verfügung.
Als legendäre Figur Etzel lebte Attila in zahlreichen mittelalterlichen Werken weiter, so im Nibelungenlied und der Dietrichepik.

## Grundlagen hunnischer Herrschaftsbildung
Die Hunnen, ursprünglich ein aus Zentralasien stammendes, heterogen zusammengesetztes Reitervolk unklarer Herkunft, lösten nach vorherrschender Meinung um 375 die sogenannte Völkerwanderung aus, als sie die Goten und andere Stämme aus ihren Stammsitzen in Osteuropa vertrieben, was eine wellenartige Fluchtbewegung zur Folge hatte. Um 400 traten die Hunnen in das nähere Umfeld des Römischen Reichs, in der ersten Hälfte des 5. Jahrhunderts errichteten sie in der ungarischen Tiefebene einen eigenen Herrschaftsraum.
Die hunnische Herrschaft war in Form eines „Steppenreichs“ überaus locker aufgebaut. Sie beruhte im Wesentlichen auf den militärischen Fähigkeiten der Hunnen, die nicht nur germanische Stammesgruppen und Romanen unterworfen hatten, sondern auch im Kontakt mit dem Römischen Reich in West und Ost standen. In den Quellen werden hunnische reges (was hier nur eingeschränkt als „Könige“ zu verstehen ist) und phylarchoi (Stammesführer) erwähnt. Immer wieder kam es zu (allerdings begrenzten) kriegerischen Übergriffen der Hunnen auf römisches Territorium, die oft darauf abzielten, von den Römern Gelder zu erpressen. In den Quellen sind mehrmals römische Gesandtschaften zu den Hunnen belegt, wie die des Olympiodoros von Theben im Jahr 412 zu den Hunnen im Donaugebiet und die Reise des Priskos an den Hof Attilas im Jahr 449. In diesem Zusammenhang kam es offenbar nicht selten zu Spannungen; so berichtet Olympiodoros nicht nur von der Reise, sondern auch vom Mord an dem Hunnenführer Donatus und der Wut des Hunnenkönigs Charaton über diese Tat.
Die „klassizistisch“ orientierten griechischsprachigen oströmischen Geschichtsschreiber bezeichneten im Rückgriff auf traditionelle ethnographische Vorstellungen die Hunnen als „Skythen“ (Skythai). In der Folgezeit wurde der Begriff Hunne von griechischen (byzantinischen) Geschichtsschreibern wiederum für später auftauchende Gruppen aus dem pontischen Steppengebiet nördlich des Schwarzen Meeres benutzt, wie beispielsweise die Kutriguren. Ebenso ist zwischen den westlichen Hunnen (im Balkanraum) und den sogenannten iranischen Hunnen in Zentralasien zu unterscheiden (siehe dazu auch die Ausführungen im Artikel Spätantike). Zur Zeit Attilas bestand der hunnische Verband dann aus Menschen unterschiedlichster Herkunft; der Augenzeuge Priskos beschreibt sie als ein „Gemisch aus vielen Völkern“ und schildert eine Begegnung mit einem hochrangigen Hunnen griechischer Herkunft.
Die Hunnen waren nicht nur Gegner, sondern agierten auch als Partner Roms. Die Kaiserhöfe in Mediolanum (heute Mailand) bzw. später Ravenna (im Westen) und in Konstantinopel (im Ostreich) waren bestrebt, möglichst gute Beziehungen zu den Hunnen zu unterhalten, um so hunnische Vorstöße in das Reich zu verhindern. Attilas Vorgänger Rua agierte mehrmals als Gegner und Partner Roms und erhielt dafür offenbar auch Zahlungen. Auf diese waren die Hunnen angewiesen, um durch materielle Zuwendungen an die eigenen Gefolgsleute den Herrschaftsverband zusammenzuhalten, während die Römer an möglichst stabilen Verhältnissen im außerrömischen Barbaricum interessiert waren, um so die Gefahr von feindlichen Angriffen der Hunnen oder ihnen untergebenen Stämmen aus diesem Raum zu reduzieren.
Attilas Hunnen konnten ihr Ziel, am Wohlstand des Imperiums zu partizipieren, im Grunde als angeworbene Söldner, als plündernde Kriegergruppen oder durch indirekten Druck und Erpressung von Tributen erreichen. Die materielle Abhängigkeit der Hunnen ist durchaus typisch für das Beziehungsgeflecht zwischen Reitervölkern und den an sie grenzenden sesshaften und staatlich organisierten Gemeinwesen: Infolge einer oft prekären Existenzgrundlage waren Reitervölker auf die Ressourcen sesshafter Gesellschaften angewiesen, wodurch sich eine Spannungssituation ergab, die die Forschung als „endemischen Konflikt“ bezeichnet. Selbst auf dem Höhepunkt ihrer Macht verfügten die Hunnen anscheinend über keine ausreichende materielle Versorgungsgrundlage bzw. waren aufgrund der losen Struktur ihrer Herrschaft auf Beuteverteilung angewiesen.
Anscheinend konnte Rua ein relativ verlässlicher Partner sein; so unterstützte er 433 Flavius Aëtius, der einen Teil seiner Jugend als Geisel bei den Hunnen verbracht hatte. Mit Hilfe von Ruas Hunnen setzte sich Aëtius im Westreich im dortigen internen Machtkampf durch, 436 vernichtete er mit Unterstützung hunnischer Krieger das Burgundenreich am Rhein. Der letztere Vorgang bildet wahrscheinlich den historischen Kern der Nibelungensage; bei den damals am Rhein kämpfenden Hunnen handelte es sich jedoch wohl um eigens von den Römern angeworbene Söldner (Foederaten).

## Leben

### Geteilte Herrschaft
Über Attilas frühe Jahre ist kaum etwas bekannt. Er wurde wohl um 400 geboren; sein Vater hieß Mundzuk, der Name seiner Mutter ist unbekannt. Mundzuk war zusammen mit seinen Brüdern Oktar und Rua (auch Ruga genannt), die einige Zeit ein hunnisches Doppelkönigtum ausübten, wohl ein Führer der Hunnen im Balkanraum, doch ist seine genaue Herrschaftsposition unbekannt. In der Forschung wird auch manchmal vermutet, dass Mundzuk keinen Anteil am hunnischen Königtum hatte.
Rua starb 434 unter ungeklärten Umständen. Attila vollendete zusammen mit seinem Bruder Bleda die von ihrem Onkel begonnene weitgehende Einigung der Hunnen im Balkanraum, wenngleich Attila nie über alle Hunnen herrschte. Zu dem großen Kriegerverband, der ihm und Bleda unterstand, zählten neben Sondergruppen wie den Akatziren, die um 448/49 unterworfen wurden, höchst verschiedene germanische und sogar kleinere iranische Gruppen (Alanen).
Nach Ruas Tod schlossen die Brüder wohl noch im Jahr 434 (die Datierung ist umstritten) den Vertrag von Margus mit dem Oströmischen Reich. Der Vertrag begünstigte eindeutig die Hunnen. Die Römer wurden zur Auslieferung von geflohenen Hunnen verpflichtet und mussten den Hunnen Zugang zu Märkten gestatten. Hinzu kamen eine einseitige Neutralitätsverpflichtung der Römer, die keinen gegen die Hunnen gerichteten Vertrag mit einer anderen Partei schließen durften, sowie Tribute des oströmischen Kaisers Theodosius II. Statt der 350 Goldpfund, die Rua erhalten hatte, sollten die Römer nun jährlich 700 Goldpfund entrichten.
Die Spannungen zwischen Ostrom und den Hunnen blieben bestehen, während der Prestigegewinn Attilas und Bledas beachtlich war. Immer wieder nutzten die Römer Gelegenheiten, sich vom hunnischen Druck zu entlasten; die Zahlungen sollten immer nur Zeit erkaufen. Andererseits war Attila an einer großangelegten direkten Konfrontation nicht interessiert, zumal die Erfolgsbilanz hunnischer Truppen im 5. Jahrhundert nicht außergewöhnlich war. Ostrom verschleppte weitere Verhandlungen, daher führten Attila und Bleda 441/42 eine größere Offensive gegen das Ostreich; den Anlass bot die Plünderung hunnischer Königsgräber durch den Bischof der Stadt Margus. Mehrere Festungen und Städte wurden erobert und geplündert, darunter strategisch wichtige Orte wie Viminacium, Singidunum und Sirmium, die 441/42 fielen. Die Berater des Theodosius reagierten und es kam zu einer vorläufigen Einigung, doch schon kurz darauf stellten die Römer, die ihre Grenzbefestigungen wiederhergestellt hatten, die Zahlungen wieder ein.
Dennoch verzichtete Attila, der mit einer internen Auseinandersetzung beschäftigt war, auf eine neue Offensive. Er tötete 444/45 seinen Bruder Bleda und trat die Alleinherrschaft über die Hunnen an.

### Hof und Reich
Attila errichtete sein Hauptlager in der heutigen ungarischen Tiefebene an der Theiß, am Drehpunkt zwischen dem Oströmischen und dem Weströmischen Reich. Er festigte seine Herrschaft über die unterworfenen Stammesgruppen und konnte so gegenüber West- und Ostrom gestärkt auftreten. Er residierte in einem prächtigen Holzpalast, den der oströmische Gesandte und Geschichtsschreiber Priskos nach Augenschein beschrieb:

„Wir überquerten mehrere Flüsse und gelangten in ein sehr ausgedehntes Dorf. Dort stand ein stattliches Haus, das größer und schöner sein sollte als alle anderen Wohnsitze Attilas. Es war aus Balken gefügt, hatte getäfelte Wände und war rings von einem Palisadenzaun umgeben, nicht zum Schutz, sondern zur Zierde.“

Hinsichtlich der inneren Verhältnisse im Reich und am Hof Attilas stehen nur sehr wenige Quellen zur Verfügung, in erster Linie die Darstellung des Priskos. Seinen Schilderungen ist zu entnehmen, dass mehrere Würdenträger Attilas im Umfeld des Hofes durchaus komfortabel lebten. Der vornehme Hunne Onegesios, der eine hohe Stellung am Hof bekleidete und ein enger Vertrauter Attilas war, hatte sich ein steinernes Badehaus erbauen lassen, welches auch die Familie Attilas benutzte. Wie aus dem Bericht des Priskos hervorgeht, wurde am Hof neben Hunnisch auch Gotisch und Latein gesprochen. Attila lehnte sich offenbar stark an die spätantike Mittelmeerwelt an, wobei er – wie auch die Germanen in ihren Reichen – die römische Herrschaftspraxis als Vorbild für die Regierung seines weite Räume umfassenden Vielvölkerreiches nahm. Der Hunnenkönig scheint sogar über einen rudimentären Verwaltungsapparat nach römischem Vorbild verfügt zu haben; zumindest hatte er eine Kanzlei, denn er beschäftigte unter anderem den Römer Orestes als Sekretär (notarius), als dessen Vorgänger ein Römer aus Gallien namens Constantius fungiert hatte.
Allerdings war Attilas Reich locker aufgebaut und verwaltungstechnisch keineswegs durchstrukturiert wie das römische West- und Ostreich. Es war als Personenverband organisiert. Am Hof übten ausgewählte Vertrauensleute (Hunnen, Germanen und auch einige Römer) wichtige Funktionen aus und stritten um Einfluss. Eine solche Herrschaftsordnung war keineswegs besonders stabil. Die Großen oder Stammesführer mussten durch reiche Geschenke und andere Gunstbeweise an den Herrscher gebunden werden. Davon profitierten in erster Linie die Großen; mittelbar partizipierten daran aber auch die jeweiligen Stämme, deren Loyalität sich Attila so sicherte. Für sie stellte die hunnische Herrschaft durchaus eine Alternative zur römischen dar. Grabfunde deuten auf die „Multikulturalität“ des Attilareichs hin. Die meisten Grabfunde sind eher Germanen zuzuordnen und belegen die materiellen Vorteile für fremdstämmige Angehörige des Hunnenreichs. Priskos berichtet zudem von einzelnen Römern, die sich gut mit der hunnischen Herrschaft arrangiert hatten.
Attilas Herrschaft beruhte nicht in erster Linie auf seiner ererbten Stellung, sondern (durchaus typisch für die „Königswürde“ in der Völkerwanderungszeit, siehe Heerkönig) auf seinen militärischen und diplomatischen Fähigkeiten, die nicht nur ihm, sondern auch seinem Gefolge entsprechende Gewinne einbrachten. Der Hunnenherrscher war daher auf einen ständigen Zufluss ausreichender finanzieller Mittel angewiesen, den er sich durch Plünderungen und vor allem in Form römischer Tributzahlungen verschaffte. Wenn dieser Geldfluss abbrach, wurde die Lage für ihn kritisch. Daher stand er stets unter starkem Druck, materiell verwertbare Erfolge zu erzielen, mit denen er Prestige gewann. Er war zur Stabilisierung seiner Herrschaft vom Imperium und dessen Mitteln abhängig und auf den stetigen Zustrom von Gold und Prestigegütern aus dem römischen Imperium angewiesen. Dieses Spannungsfeld war durchaus typisch für die Rolle von reiternomadischen Gruppen gegenüber sesshaften Gesellschaften; ein ähnliches Beispiel ist die Politik der Chinesen gegenüber den „Barbaren“ im Norden ihres Reiches (siehe auch heqin).
Im persönlichen Umgang scheint Attila keineswegs unangenehm gewesen zu sein. Gegenüber römischen Gesandten verhielt er sich freundlich, was ihn freilich nicht davon abhielt, vehement die eigenen Interessen zu vertreten und sie nötigenfalls auch mit Gewalt durchzusetzen. Priskos berichtet von mehreren Vertrauten im Umfeld Attilas. Der notarius Orestes spielte am Hunnenhof eine wichtige Rolle und war mehrmals mit diplomatischen Missionen beauftragt. Später (475) rief er seinen Sohn Romulus Augustulus zum letzten weströmischen Kaiser aus. Der wichtigste Vertraute Attilas war anscheinend Onegesios, der auch diplomatische Aufgaben erfüllte. Priskos nannte in Anlehnung an Herodot den führenden Stamm der Hunnen die „königlichen Skythen“. Daneben waren verschiedene Gruppen wie die Gepiden und Ostgoten im Attilareich von Bedeutung. Die Hunnen verließen sich bei ihren Feldzügen auf die Truppenaufgebote untergebener Germanen. Ein weiterer Vertrauter Attilas war der Gepidenfürst Ardarich, der später vom Zusammenbruch des Attilareichs profitierte, gegen die Hunnen revoltierte und ein eigenes kurzlebiges Reich im Donauraum errichtete. Ähnlich agierte später Edekon, der nach dem Niedergang der hunnischen Macht ebenfalls eine eigene Herrschaftsbildung anstrebte. Mit Attilas Tod (453) erlosch das dünne einigende Band der von den Hunnen beherrschten Stämme. Edekon gehörte wie Ardarich und Onegesios zu den – wie Priskos sie nennt – logades Attilas, den „Auserwählten“. Wahrscheinlich handelte es sich hierbei aber nicht um Amtsträger, sondern um besonders hervorgehobene Vertrauenspersonen des Hunnenkönigs.

### Verhältnis zu Westrom

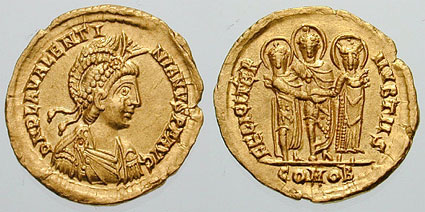
Solidus, der 437 zur Feier der Hochzeit Valentinians III. mit Licinia Eudoxia, der Tochter des oströmischen Kaisers Theodosius II., geprägt wurde

Zu Westrom unterhielt Attila zunächst gute Kontakte. Grund dafür war vor allem die Politik des weströmischen Heermeisters (magister militum) Flavius Aëtius, der die Hunnen seit Jahren gut kannte und bereits mit Rua kooperiert hatte, als dieser ihm hunnische Truppen für den Machtkampf im Westreich zur Verfügung gestellt hatte. Wenngleich Aëtius formal nur im Auftrag des weströmischen Kaisers Valentinian III. handelte, verfügte er über die wahre Macht im Westreich. Aus römischer Sicht konnten die Tributzahlungen an die Hunnen, auf die Attila wie schon Rua angewiesen war, durchaus als sinnvoll erscheinen. Die Römer profitierten davon, mit Attila über einen Ansprechpartner zu verfügen, der die Kriegergruppen jenseits der Donau kontrollieren konnte: Solange die Beziehungen zu ihm relativ gut blieben, war die Gefahr von feindlichen Raubzügen auf römisches Gebiet reduziert. Dieses Arrangement setzte voraus, dass die Römer ihre Zahlungsverpflichtungen erfüllten.
Vielleicht überließen die Römer den Hunnen Teile Pannoniens. Dies wird aus einer Passage bei Priskos abgeleitet und oft in das Jahr 433 datiert. Allerdings sind die Einzelheiten unklar und teilweise wird die Abtretung in der Forschung bestritten. In den folgenden Jahren unterhielt Aëtius jedenfalls recht gute Beziehungen zu den Hunnen. Trotz wiederholter Raubzüge sah Attila in einer langfristigen, geregelten Beziehung zu Rom wohl einen wichtigen Faktor zur Stabilisierung und Versorgung seines nur lose aufgebauten Herrschaftsraums. 439 wurde ein aus hunnischen Söldnern bestehender Verband unter dem Kommando des Römers Litorius (formal ein Untergebener des Aëtius, der aber mit ihm konkurriert zu haben scheint) vor Toulouse von den (West-)Goten vernichtend geschlagen. 444/45 scheinen Spannungen zwischen Attila und dem Hof von Ravenna bestanden zu haben, die aber letztlich nicht in eine offene Konfrontation mündeten. Ernsthafte von den Hunnen ausgehende Kampfhandlungen betrafen zu dieser Zeit nur oströmisches Gebiet. Von diesem Zustand profitierte Aëtius bis 451 erheblich. Allerdings blieben die Beziehungen nie ganz spannungsfrei.
449 erschien am Hof Attilas eine hochrangige weströmische Gesandtschaft, zu der Tatulus und Romulus gehörten, der Vater und der Schwiegervater von Attilas Sekretär Orestes. Sie trafen dort auf die oströmische Gesandtschaft, der Priskos angehörte. Der genaue Auftrag der weströmischen Gesandtschaft ist unklar. Am weströmischen Kaiserhof scheint man jedenfalls besorgt gewesen zu sein, ob man den Hunnenkönig in Zukunft noch besänftigen könnte. Zu dieser Besorgnis wird die Aufnahme des letzten gallischen Bagaudenführers, des Arztes Eudoxius, am hunnischen Hof im Jahr 448 beigetragen haben, sowie der Umstand, dass Attila in Kontakt mit dem Vandalenherrscher Geiserich stand, der nun in der ehemaligen römischen Provinz Africa herrschte. Möglicherweise war Attila 444/45 vom weströmischen Kaiser zum Heermeister ehrenhalber erhoben, doch sind die Details in der neueren Forschung umstritten. So oder so mochte eine Konfrontation nur eine Frage der Zeit sein, zumal die Verleihung des Heermeisteramts an den Hunnen rechtliche Probleme aufwarf.

### Verhältnis zu Ostrom
Die Römer in Ost und West scheinen die Etablierung des hunnischen Machtbereichs zunächst weitgehend hingenommen zu haben, da sie zur Hoffnung Anlass gab, dass im äußerst unruhigen Vorland des Imperiums Ruhe einkehren würde. Das Verhältnis Attilas, dessen Herrschaftsgebiet direkt an das Ostreich grenzte, zu den Oströmern blieb aber fortwährend gespannt. Nach der Offensive von 441 unternahm Attila noch mehrere weitere Feldzüge gegen Ostrom, da Theodosius II. die Zahlung der Jahrgelder an die Hunnen (wohl 444) eingestellt hatte.
447 schlug Attila den oströmischen Heermeister Arnegisclus, der im Gefecht fiel, und drang bis zu den Thermopylen vor. Die hunnischen Feldzüge hatten verheerende Auswirkungen auf die römischen Grenzgebiete im Balkanraum. In den erzählenden Quellen wird von mehreren Tausend Gefangenen berichtet, archäologisch sind größere Zerstörungen für diesen Zeitraum nachweisbar. Priskos berichtet, dass Naissus 449 eine verlassene Stadt war. Im Herbst 447 war der Krieg durch den sogenannten Anatoliusfrieden beendet, der nach dem römischen Unterhändler Flavius Anatolius benannt wird. Es war der größte Sieg der Hunnen über das Imperium. Theodosius II. musste sich in einem neuen Vertrag (foedus) zu erheblichen jährlichen Zahlungen an Attila verpflichten: einmalig 6.000 Goldpfund sowie anschließend jährlich 2.100 Goldpfund. Dieser Vertrag demonstriert erneut die wirtschaftliche Bedeutung römischer Tribute an die Hunnen. Generell scheinen wirtschaftliche Fragen eine große Rolle bei diversen oströmisch-hunnischen Gesandtschaften gespielt zu haben. Die Tributzahlungen erwiesen sich für die Römer als eine gewisse Belastung. Sie mochten zwar als günstigere Alternative zu militärischen Risiken erscheinen, waren aber mit Prestigeeinbuße verbunden. Attila hatte vorerst sein Ziel erreicht und befand sich auf dem Höhepunkt seiner Macht.
449 verschlechterten sich die Beziehungen, als Attila erfuhr, dass Ostrom seine Ermordung in Auftrag gegeben hatte; die Planungen waren früh gescheitert. Priskos, der an einer oströmischen Gesandtschaft zu Attila teilnahm, berichtet darüber. Wohl im Sommer 449 reiste der oströmische Hauptunterhändler Maximinus, den Priskos nicht nur auf dieser Mission begleitete, in Begleitung von Attilas Vertrauensleuten Edekon und Orestes aus Konstantinopel ab. Das Attentat war vom kaiserlichen Eunuchen Chrysaphios, einem engen Vertrauten des Theodosius, anscheinend dilettantisch geplant und vorbereitet worden. Man hatte versucht, Personen aus dem Umfeld Attilas dafür zu gewinnen, was kläglich scheiterte. Maximinus, der nicht direkt daran beteiligt war, konnte keinen tragfähigen Ausgleich erreichen. 450 stellte Theodosius’ Nachfolger Markian dann die jährlichen Zahlungen an die Hunnen erneut ein. Diesmal kam es aber zu keiner hunnischen Offensive gegen das Ostreich. Attila musste sich nach einer neuen Geldquelle umsehen, da der verwüstete Balkan nun kaum mehr Beute hergegeben hätte und Markian im Gegensatz zu seinem Vorgänger militärisch kompetent war. Die reichen römischen Orientprovinzen lagen jenseits der Reichweite von Attilas Heeresmacht.

### Feldzug nach Gallien
Im Weströmischen Reich war derweil die Schwester Kaiser Valentinians III., Justa Grata Honoria, aufgrund von Machtkämpfen am Hof sowie (vorgeblich) des Bruches eines Keuschheitsgelübdes bestraft und gegen ihren Willen verheiratet worden. Nun bat Honoria Attila über einen Mittelsmann um Hilfe gegen Aëtius und ließ ihm überdies laut Jordanes, der ein Jahrhundert nach den Ereignissen lebte, auch ein Heiratsangebot zukommen. Die Historizität der Geschichte ist umstritten und sicherlich haben noch andere politische Erwägungen eine Rolle gespielt. Attilas Zeitgenosse Priskos ist die Hauptquelle; er berichtet ebenfalls von einem Hilferuf Honorias an Attila, nicht aber von einem Heiratsangebot. Honoria habe sich demnach über einen Mittelsmann, den Eunuchen Hyacinthus, an Attila gewandt und ihm Geld angeboten, wenn er sie gegen Aëtius unterstützen sollte. Nicht auszuschließen ist eine Kontaktaufnahme bereits 449 durch die oben erwähnte weströmische Gesandtschaft. Was auch immer die genauen Hintergründe der „Honoriaaffäre“ waren: Fest steht, dass Attila nun Westrom mit Krieg drohte.

Die wahrscheinlichen Marschrouten der Hunnen bei ihrer Invasion Galliens 451

Aëtius dachte jedoch nicht daran, dem Hunnen nachzugeben und damit seine eigene politische Position im Westreich aufs Spiel zu setzen. Daraufhin fiel Attila im Frühjahr 451 in Gallien ein. Als weiterer Vorwand diente ihm ein Streit um die Herrschaftsnachfolge bei einem fränkischen Stamm. Die genaue Route von seinem Hauptlager in den Westen ist unbekannt, doch sind die überfallenen gallischen Städte recht gut belegt. Augusta Treverorum wurde von den Hunnen bedrängt, am 7. April fiel Metz, bald darauf Reims. Der Zug ging weiter über Troyes in Richtung Orléans, das Attila vergeblich belagerte. In diesem Raum stellte sich Aëtius den Hunnen entgegen. Obwohl er nur über einen Bruchteil des alten weströmischen Heeres verfügte (nicht zuletzt wegen des Fehlens von Einnahmen aus Africa und Hispanien, wo germanische Stammesgruppen die Herrschaft übernommen hatten), gelang es ihm, einen effektiven Widerstand zu organisieren, wobei er sich vor allem auf die in Aquitanien angesiedelten Westgoten verließ. Sie traten kurz vor der Entscheidungsschlacht auf die Seite des Aëtius, wenngleich ihr Verhältnis zum Heermeister in der Vergangenheit angespannt gewesen war. In der Schlacht auf den Katalaunischen Feldern, deren Ort meist bei Châlons-en-Champagne vermutet wird, schlug Aëtius in der zweiten Junihälfte 451 Attilas Vielvölkerheer mit einem ebenso gemischten Kampfbündnis aus Römern, Westgoten und anderen Germanen unter hohen Verlusten zurück. Die diesbezüglichen Angaben schwanken, zuverlässige Zahlen sind kaum zu ermitteln.
Angeblich zögerte Aëtius, den sich zurückziehenden Hunnen nachzusetzen oder den Westgoten dies zu gestatten; womöglich wollte er Hunnen wie Westgoten geschwächt wissen, um so beide Seiten weiter gegeneinander auszuspielen. Faktisch war Attilas Rückzug eine strategische Niederlage. In der Forschung wird betont, dass es den Hunnen nie gelang, ein größeres römisches Heer in offener Schlacht vernichtend zu schlagen. Die geplante Eroberung Galliens war gescheitert. Damit war ein beträchtlicher Prestigeverlust des Hunnenherrschers verbunden.

### Italienfeldzug
Ungeachtet der Niederlage in Gallien war Attilas Angriffskraft offensichtlich ungebrochen. Er fiel bereits 452 in Italien und damit in das Zentrum des westlichen Imperiums ein. Die weströmischen Truppen hatten im Vorjahr offensichtlich so hohe Verluste erlitten, dass weder die Alpenpässe verteidigt noch die Hunnen erneut zur Schlacht gestellt werden konnten. Aquileia wurde nach langer Belagerung zerstört; die Flüchtlinge in der Lagune legten der Legende nach die Keimzelle für das spätere Venedig. Daneben wurden Mailand (immerhin eine kaiserliche Residenzstadt), Bergamo, Padua, Verona und andere Städte erobert. Bald stockte der Vormarsch jedoch.
In den Quellen wird eine Begegnung Attilas mit dem damaligen Papst Leo I. als wesentlich für die Entscheidung des Hunnen zum Rückzug dargestellt, doch wird in der Forschung bezweifelt, dass das Gespräch größere Auswirkungen gehabt hat; die angebliche Rettung Roms durch das Eingreifen Leos gilt zumeist als Mythos. Unglaubwürdig ist diese Legende unter anderem deshalb, weil die Quellen das Treffen Attilas mit der weströmischen Delegation, der hochrangige kaiserliche Beamte angehörten (wie der Prätorianerpräfekt Trygetius und Gennadius Avienus, der Konsul von 450), in Norditalien am Fluss Mincio, also weit von Rom entfernt lokalisieren; es fand also statt, als die Hunnen den Marsch in Richtung Rom bereits abgebrochen hatten. Es ist aber vorstellbar, dass Attila, der unter Erfolgsdruck stand, Zahlungen von den kaiserlichen Gesandten erhielt und sich daraufhin entschloss, weitere Risiken zu vermeiden und endgültig abzurücken. Die Hunnen hatten in Italien nämlich mit Versorgungsproblemen und Seuchenausbrüchen zu kämpfen, was ihrem Heer stark zu schaffen machte, so dass an eine Eroberung Roms oder Ravennas nicht mehr ernsthaft zu denken war. Attilas Ressourcen waren erschöpft. Hydatius von Aquae Flaviae berichtet überdies, dass Kaiser Markian Truppen nach Italien sandte, mit denen Aëtius den Hunnen nun doch Widerstand leisten konnte. So musste Attila erneut abrücken, ohne Erfolge und größere Beute vorweisen zu können, die den Aufwand gerechtfertigt hätten. Aëtius hatte sich behaupten können.
Attila zog sich in seinen Herrschaftsraum in der ungarischen Tiefebene zurück. Seine Machtentfaltung hatte ihren Höhepunkt überschritten. Ostrom verweigerte nach wie vor die Jahrgelder und hatte sich unter Markian stabilisiert, der Balkan war längst ausgeplündert, die Vorstöße nach Gallien und Italien waren gescheitert. Für einen Herrscher wie Attila, dessen Macht fast ausschließlich auf militärischem Erfolg und materiellen Gewinnen beruhte, war dies fatal.

### Tod und Folgen
Über die letzten Monate Attilas ist kaum etwas bekannt. Priskos berichtet, er habe nach seiner Rückkehr aus Italien geplant, gegen das Ostreich vorzugehen. Anlass dazu hatte Attila, da 452 etwa zeitgleich mit seinem Italienfeldzug oströmische Truppen hunnisches Siedlungsgebiet angegriffen und dort einen bedeutenden Sieg errungen hatten.
Attila starb 453 in seiner Hochzeitsnacht mit Ildico. Die Ursache seines Ablebens ist nicht mehr eindeutig feststellbar. Jordanes berichtet:

„Dieser [Attila] heiratete, wie der Geschichtsschreiber Priskos berichtet, zur Zeit seines Todes ein sehr schönes Mädchen namens Ildico, nachdem er bereits unzählige Frauen gehabt hatte, wie es die Sitte seines Volkes war. Er verband sich mit ihr, und in zu großer Freude über die Hochzeit erregt, lag er zurückgelehnt, von Wein und Schlaf beschwert, wobei ihn das Blut erstickte, das aus seiner Nase quoll, da es in seinem gewöhnlichen Fluss gehindert wurde und ihn durch einen tödlichen Abfluss aus dem Schlund tötete.“

Diese Schilderung passt zu dem Bild eines Barbarenherrschers, der angeblich ausschweifend lebte und dessen Tod (gerade nicht im Kampf) den Römern wie eine Strafe Gottes erscheinen mochte; sie widerspricht aber dem Augenzeugenbericht des Priskos, der die maßvolle Lebensweise Attilas betont. In anderen Quellen wird behauptet, Attilas junge Braut habe den Hunnenherrscher getötet. Johannes Malalas berichtet auf der Grundlage des Priskosberichts (die Informationen stammten aber wohl aus einer Zwischenquelle) vom Tod Attilas, erweitert dies aber um eine alternative Erzählung; demzufolge steckte Aëtius selbst hinter der Ermordung seines hunnischen Rivalen, die er durch einen bestochenen Leibwächter habe ausführen lassen. Die spätere mittelalterliche Überlieferung schmückte die Todeserzählung weiter aus.
Attilas Reich überdauerte sein Ende nur kurze Zeit. Es kam rasch zu Nachfolgekämpfen, und mehrere der unterworfenen Völker sagten sich von der hunnischen Herrschaft los. Ohne die Führung Attilas brach sein Reich innerhalb eines Jahres in sich zusammen. Seinen Söhnen Ellac, Ernak und Dengizich, die er von mehreren Frauen hatte, gelang es nicht, eigene Herrschaften zu etablieren. In der Schlacht am Nedao (454/55) verloren die Hunnen im Kampf mit aufständischen Verbänden ihre Oberherrschaft. Das Hunnenreich zerbrach, da es zu lose aufgebaut und zu sehr auf den Herrscher ausgerichtet war. Hinzu kam, dass Attila zuletzt einige militärische Rückschläge erlitten hatte. Mehrere seiner engsten Gefolgsleute wie Ardarich und Edekon sicherten sich nun Teile des Reichs. Die Folgen des Zusammenbruchs des Attila-Reichs wirkten sich vielleicht bis nach Zentralasien aus, als Hunnengruppen nun weiter das Sassanidenreich bedrohten.
Mit dem Auseinanderbrechen des hunnischen Herrschaftsraums destabilisierte sich erneut die Lage jenseits der römischen Grenzen. Die bisher von den Hunnen kontrollierten Gruppen unternahmen wieder Übergriffe auf römisches Gebiet. Während Ostrom an der Donau wieder zur Ordnungsmacht wurde, verschlechterte sich die schwierige politische und militärische Situation Westroms bald weiter. Aëtius, der nach Attilas Tod versuchte, seinen Sohn als Schwiegersohn und Nachfolger Valentinians III. durchzusetzen, wurde 454 von diesem ermordet, der wiederum selbst ein halbes Jahr später von ehemaligen Gefolgsleuten des Heermeisters getötet wurde. Damit stürzte Westrom endgültig ins Chaos. Das weströmische Kaisertum in Italien erlosch 476.

## Spätantike und frühmittelalterliche Quellen und Wertungen
Die Quellenlage hinsichtlich Attilas ist ungünstig, die Berichte sind sehr lückenhaft und die Chronologie ist teils umstritten. Wichtig sind neben archäologischen Funden vor allem die erzählenden Quellen, die die verschiedenen Handlungen in einen weiteren Kontext einordnen. Attila wird in den spätantiken Quellen meist sehr düster beschrieben. Das ist sicher auf die extreme Brutalität seiner Kriegszüge zurückzuführen, aber auch darauf, dass die Darstellungen meist aus der Perspektive von Parteigängern seines Gegenspielers Aëtius verfasst sind.
Eine relativ unvoreingenommene Darstellung, die das Verhalten der Hunnen nicht beschönigt, liefert der bereits erwähnte, sehr gut informierte zeitgenössische Geschichtsschreiber Priskos. Sein nur fragmentarisch überliefertes griechischsprachiges Werk war stilistisch stark an Herodot und Thukydides angelehnt und stand somit in der Tradition der klassizistischen antiken Historiographie. Es behandelte etwa die Zeit von 430 bis 474 in acht Büchern. Priskos weilte 448/9 mit einer oströmischen Gesandtschaft an Attilas Hof und ist somit ein wichtiger Augenzeuge. Ein längerer Auszug mit seiner Schilderung der dortigen Vorgänge und Zustände ist erhalten geblieben. Er ist damit die bedeutendste Quelle für die Verhältnisse am Hunnenhof; die anderen Quellen beschreiben hauptsächlich die militärischen Ereignisse.
Wichtig sind zudem die Ausführungen bei Jordanes in dessen um 551 verfasstem lateinischem Werk Getica. Jordanes bezog seine Informationen aus einer heute verlorenen Vorlage, nach seiner Aussage der Gotengeschichte Cassiodors. Oft nennt er seine Quellen nicht, aber zum Teil beruft er sich auf Priskos. Die Angaben des Jordanes sind nicht immer vertrauenswürdig; zu berücksichtigen ist, dass er möglicherweise Priskos nicht selbst gelesen hat, sondern die Informationen über Cassiodor vermittelt bekam. Einige Forscher gehen allerdings davon aus, dass sowohl Cassiodor als auch Jordanes aus der Darstellung des Priskos schöpften. Unter diesen Umständen ist teils unklar, wie zutreffend Aussagen im Detail sind. Das Attilabild bei Jordanes ist ambivalent, hatte aber, da sein Werk komplett erhalten blieb, erheblichen Einfluss auf die Nachwelt. Er liefert eine kurze Charakterskizze des Herrschers einschließlich einer Beschreibung von dessen angeblichem Aussehen. Attila erscheint als selbstbewusster Herrscher, der sich vor den Römern nicht fürchtet und fest von sich überzeugt ist, was jedoch zu Übermut und letztlich zu seiner Niederlage führt. Diese Einschätzung geht direkt oder indirekt sehr wahrscheinlich auf Priskos zurück.
Ansonsten sind nur relativ spärliche und verstreute Quellenaussagen zu Attila überliefert, so in einigen spätantiken Chroniken und bei Prokopios von Caesarea, der direkt oder über eine Zwischenquelle Priskos benutzt hat, und Johannes von Antiochia (nur fragmentarisch erhalten, auch er zog Priskos heran), in den Historien des frühmittelalterlichen Bischofs und Geschichtsschreibers Gregor von Tours und bei dem byzantinischen Geschichtsschreiber Theophanes (frühes 9. Jahrhundert).

## Rezeption

### Mittelalter

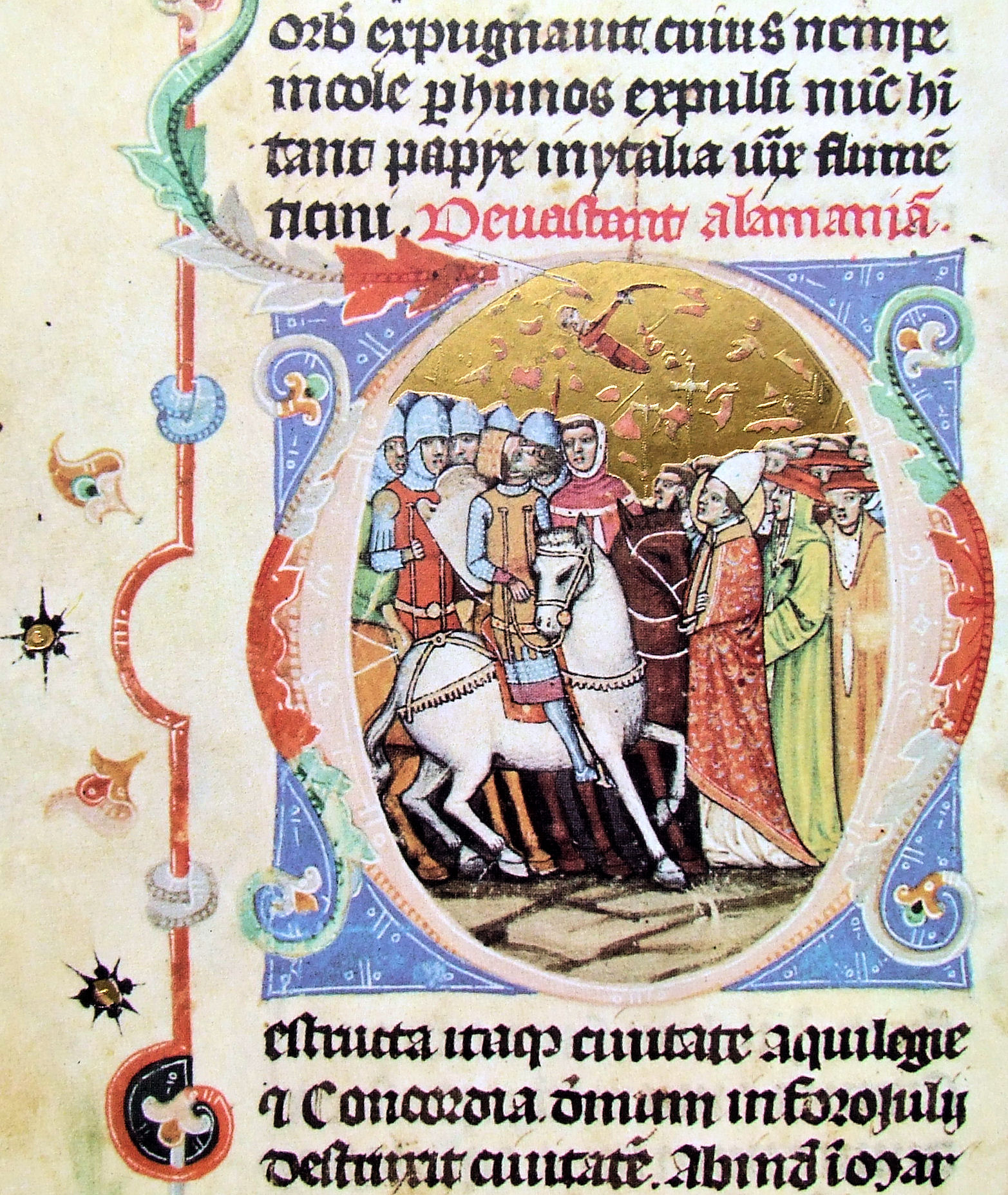
Attilas Begegnung mit Papst Leo I. im Chronicon Pictum, um 1360

Attila lebte als legendäre Figur in zahlreichen mittelalterlichen und neuzeitlichen Werken weiter. Zu ihnen zählen insbesondere die Servatiuslegende, das Nibelungenlied, die Völsunga saga und die Thidrekssaga. In der legendenhaften Überlieferung tritt Attila nicht zuletzt im Umfeld der Burgundersagen in Erscheinung, zusammen mit anderen Sagengestalten wie Dietrich von Bern. In diesem Zusammenhang wurden oft historische und mythische Erzählungen miteinander verschmolzen.
In dem um 1200 entstandenen Nibelungenlied erscheint Attila als Etzel, der große König der Hunnen. Etzel ist in der mittelalterlichen deutschen Literatur die gängige Namensform Attilas; sie muss bereits durch andere Erzählungen recht bekannt gewesen sein. Etzel heiratet die Burgunderprinzessin Kriemhild, die sich für den Tod ihres Geliebten Siegfried an ihren Brüdern rächen will. Der Plan Kriemhilds entsteht am Hof Etzels. Dieser wird jedoch durchaus positiv beschrieben, und es wird ihm keine direkte Schuld am Untergang der Burgunder gegeben; er ist vielmehr „betroffener Zuschauer mit benommenen Sinnen“.
Vollkommen anders ist die Darstellung in den altnordischen Werken der Eddadichtung. Dort erscheint er in Gestalt des Atli eher als Intrigant, als treibende Kraft im Komplott gegen die Burgunder, etwa im Atlilied. Er fungiert in den meisten Eddaliedern als Gegenspieler der Helden Gunnar und Hogni. Ambivalent wie auch deutlich unterscheidbar von seinen Erscheinungsmerkmalen im Nibelungenlied ist das Attilabild in der Thidrekssaga, wo der „Hune“ ebenfalls eine wichtige Rolle spielt. Attila (Atli) ist der Herrscher über Hunaland (im heutigen Nordwestdeutschland) und der zweite Sohn eines Friesenkönigs. Er wird in eine Falle gelockt und verhungert, Thidrek tritt seine Nachfolge an. In der mittelalterlichen deutschen Dietrichepik („Dietrichs Flucht“, Hildebrandslied, „Rabenschlacht“) erscheint Attila als Etzel wiederum in einem heroisch-höfischen Kontext. Dort wird geschildert, wie Dietrich, als heroisiert angenommener Theoderich der Große, sich an den Hof Etzels begibt und dieser ihn gegen seinen Feind (Odoaker bzw. Ermanarich) unterstützt. Im Waltharius tritt Attila am Rande als ruhmsüchtiger Herrscher in Erscheinung. In den verschiedenen Heldenepen wird Attila differenziert hervorgehoben, sei es im positiven oder im negativen Sinne. In diesem Sinne liegen sehr unterschiedliche Attilabilder aus mittelalterlichen Überlieferungen vor.

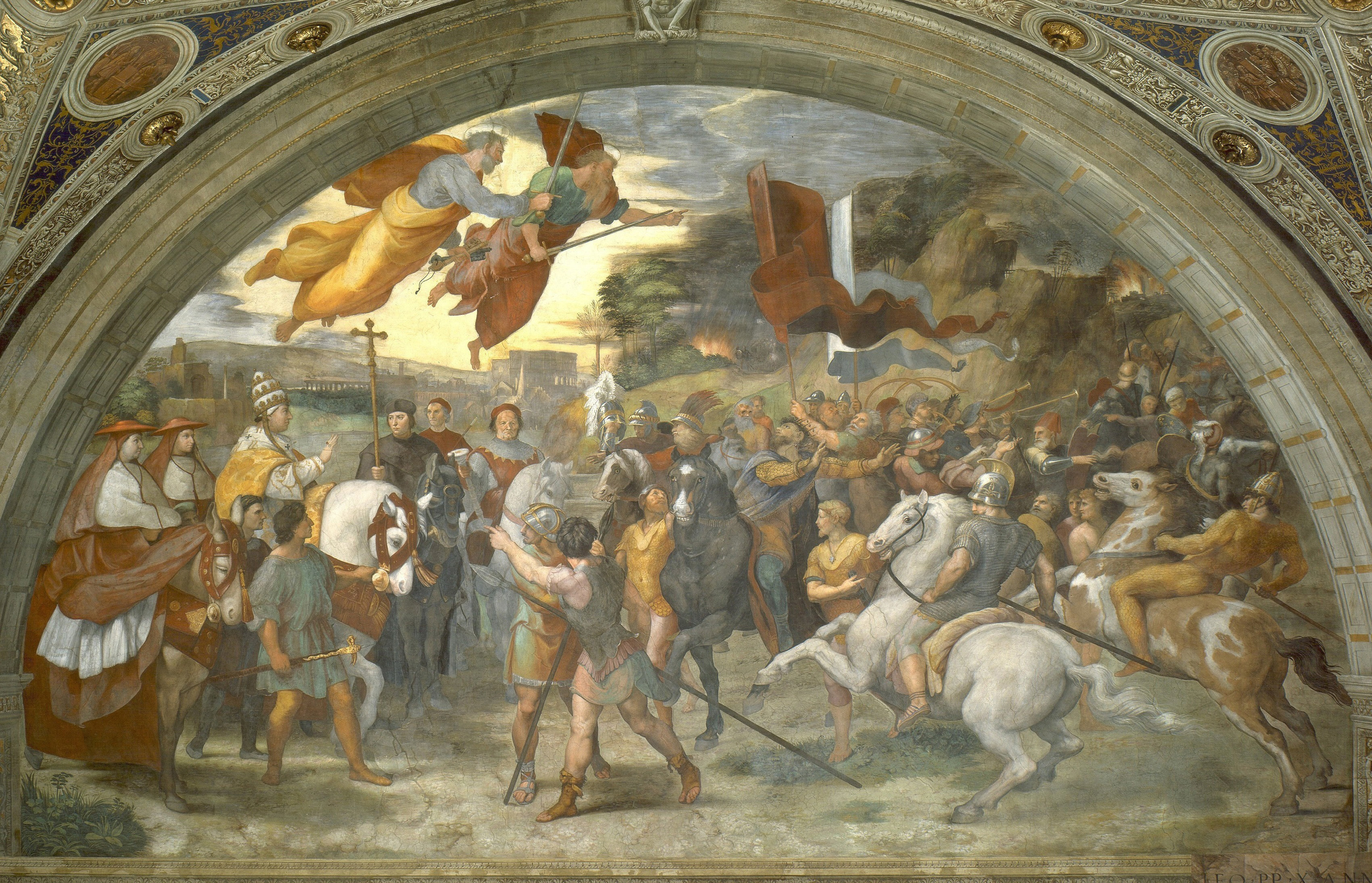
Die Begegnung des Heiden mit dem Papst führt zu dessen Umkehr. Gemälde von Raffael, Urbino, 1514

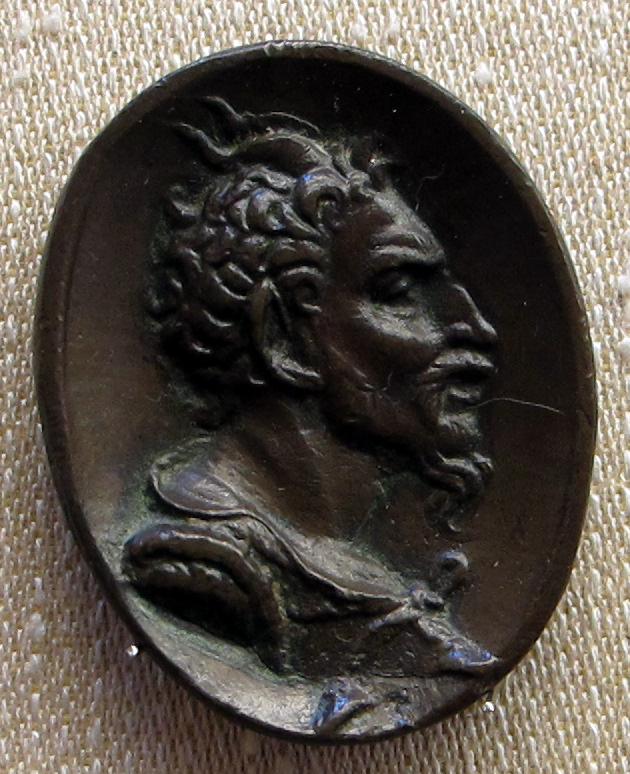
Attila auf einer Renaissancemedaille mit Analogien zum Diabolischen, Ende des 15. Jahrhunderts

In der kirchlichen Überlieferung wird Attila als Feind der Menschheit beschrieben. Er galt als die „Geißel Gottes“ (flagellum Dei), welche die Römer für deren lasterhaftes Leben bestraft habe. In den entsprechenden Heiligenviten, etwa der Vita sanctae Genovefae, wird denn auch hervorgehoben, es seien heilige Männer und Frauen gewesen, die Attila dazu gebracht hätten, ihre Stadt zu verschonen.
Attila tritt nicht nur im germanischen Sagenkreis auf, sondern auch in altfranzösischen, altspanischen, ungarischen und anderen volkssprachlichen Werken. Für den spätmittelalterlichen italienischen Dichter Dante war Attila ein Zerstörer; Dante ließ ihn in der Göttlichen Komödie im siebten Kreis der Hölle brennen. Zudem entstanden zahlreiche lokale Attilalegenden, wie etwa in Troyes, in dessen Umgebung die Entscheidungsschlacht 451 stattfand. Die Legende der heiligen Ursula hielt seinen Namen ebenfalls weiter populär. Venedig sah in Attilas Italienzug den unmittelbaren Anlass seiner Gründung infolge einer dadurch ausgelösten Fluchtbewegung. Die Gründungslegende einer zuvor unbewohnten venezianischen Lagune taucht erstmals im Werk De administrando imperio des byzantinischen Kaisers Konstantin VII. auf. Martino da Canale nennt erstmals das Jahr 421 als Gründungsdatum Venedigs.
Im Gegensatz zum west- und südeuropäischen Attilabild identifizierte die Geschichtsschreibung der Ungarn seit den Gesta Hungarorum des Simon von Kéza (1285), der eine Abstammung der Ungarn von den Hunnen behauptete, das ungarische Königtum stark mit Attila. Dieser galt geradezu als ein Pendant zu Alexander dem Großen. Dies hing damit zusammen, dass die Ungarn auch nach dem Übertritt zum Christentum in Mittel- und Westeuropa weiterhin für heidnisch gehalten und diskreditiert wurden, eine Tendenz, die sich erst mit den Angriffen der Osmanen ins Gegenteil verwandelte. Ungarn, im 16. Jahrhundert geradezu als Vorkämpfer des christlichen Abendlandes betrachtet, hatte Attila jedoch längst als Ahnherrn seiner Könige akzeptiert. Zudem wurden die „Skythen“ – ein äußerst diffus gebrauchter Begriff für alle Völker aus Osteuropa – allesamt als Vorfahren beansprucht. Bis heute ist der Vorname „Attila“ in Ungarn weit verbreitet, und auch der Name „Ildikó“ stand 1967 nach Maria bei der Häufigkeit an zweiter Stelle.
Vor- und frühgeschichtliche Bodendenkmäler wurden im Mittelalter und in der Frühen Neuzeit nicht selten mit Attila und seinen Hunnen in Verbindung gebracht. So ist im 14. Jahrhundert der Name „Etzelsburg“ für das Römerkastell Schirenhof bei Schwäbisch Gmünd belegt. Die venezianische Insel Monte dell’Oro (Goldberg) sollte Goldschätze bergen, die angeblich von Attila stammten.

### Moderne

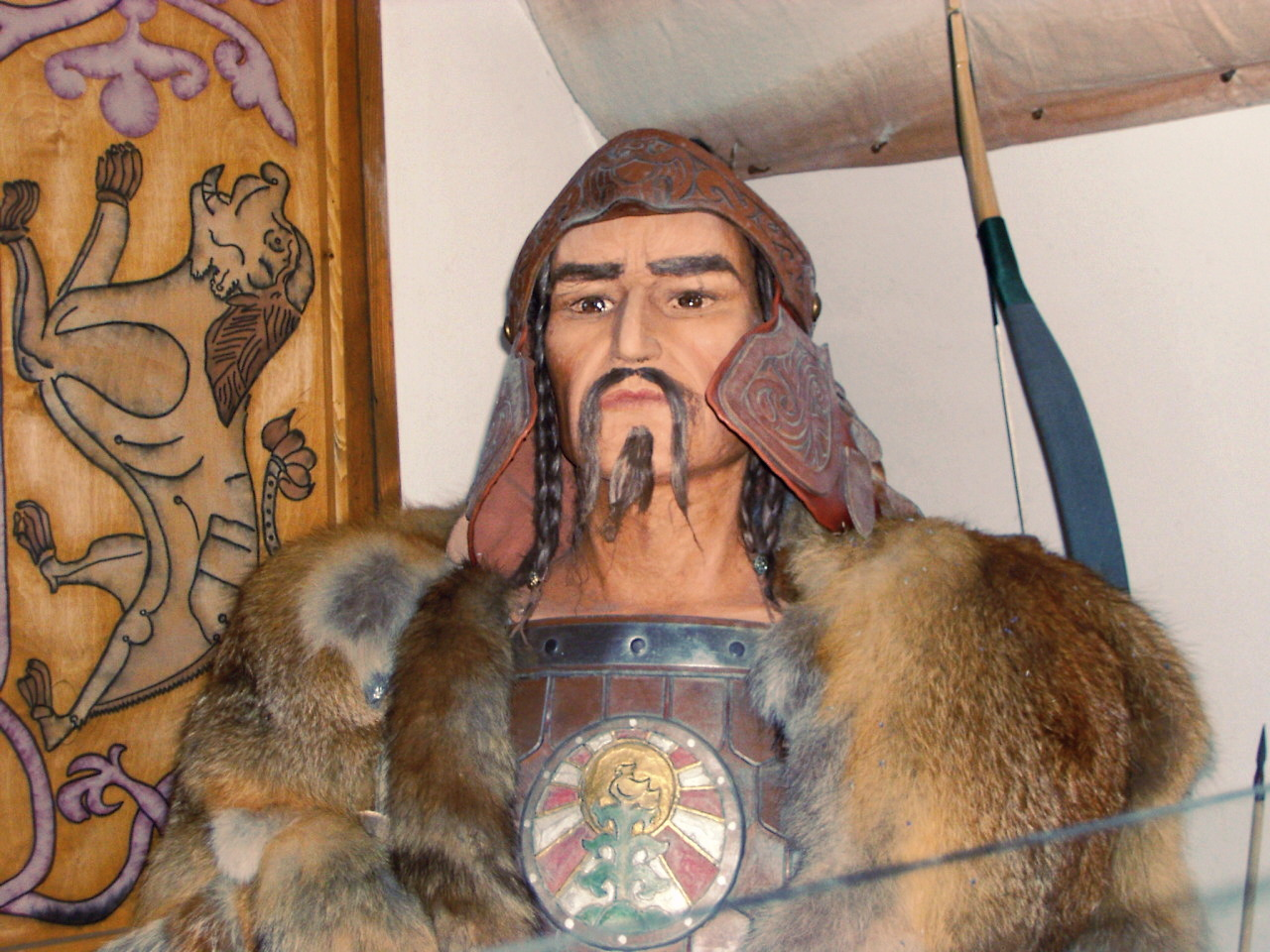
Modernes Phantasiebild Attilas als Beispiel für eine patriotische Inanspruchnahme. Man vergleiche den Brustschild mit der ungarischen Flagge und der sogenannten Arpad-Flagge.

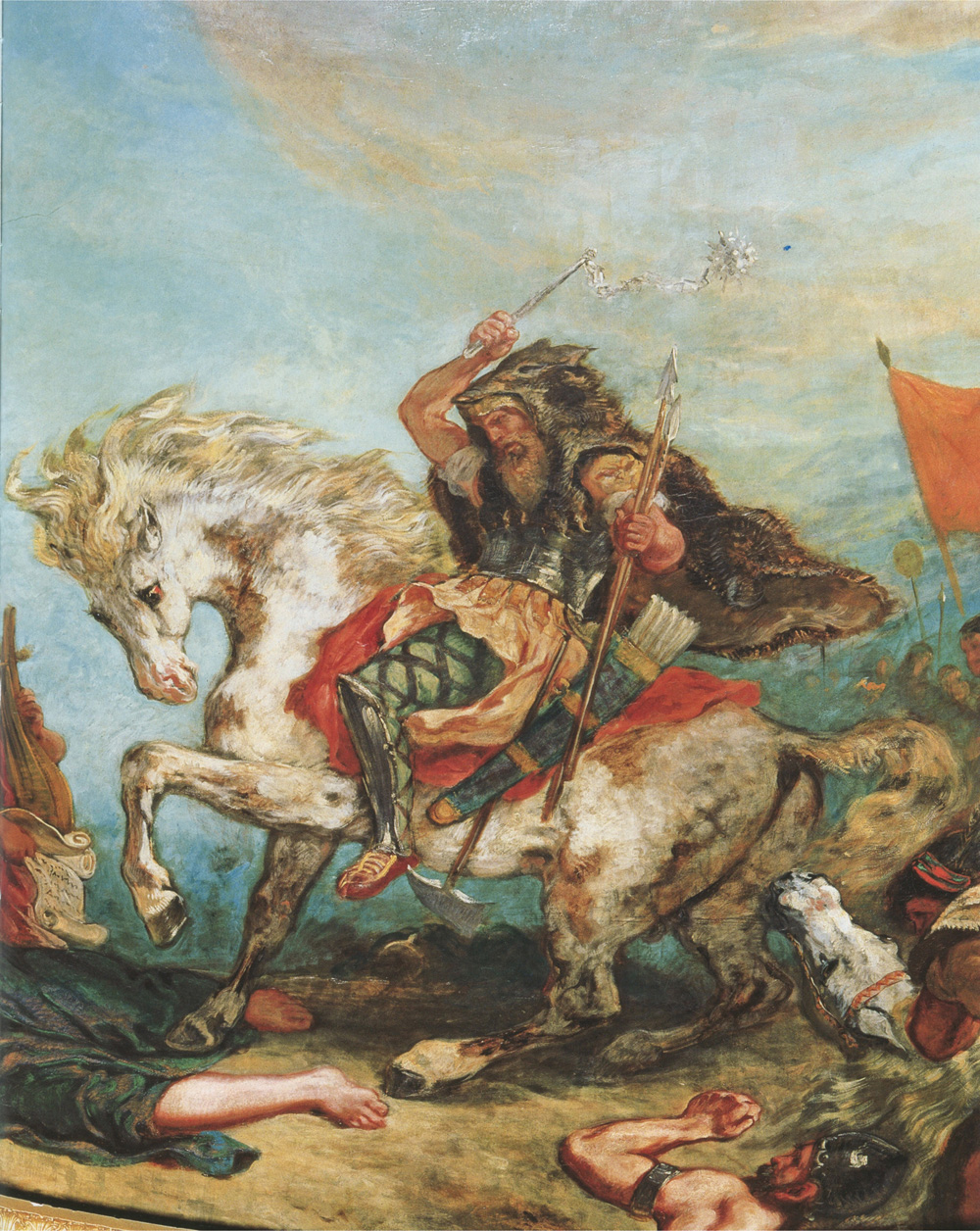
Attila im Kampf. Gemälde von Eugène Delacroix

Das ambivalente Attilabild der mittelalterlichen Überlieferung hat sich auch auf die neuzeitliche Rezeption ausgewirkt, in der unterschiedliche Facetten betont werden. Napoleon Bonaparte drohte Venedig 1797: „Je serai un Attila pour Venise“ („Ich werde für Venedig ein Attila sein“), woraufhin sich die Republik Venedig selbst auflöste. In der heroisierenden Rhetorik des 19. Jahrhunderts spielte Etzel-Attila nicht mehr die Rolle des Städtezerstörers, die sich für Drohungen eignete. Als es in China zum Boxeraufstand gegen die Kolonialherrschaft kam, forderte Kaiser Wilhelm II.: „Wie vor tausend Jahren die Hunnen unter ihrem König Etzel sich einen Namen gemacht, der sie noch jetzt in Überlieferung und Märchen gewaltig erscheinen läßt, so möge der Name „Deutscher“ in China auf 1000 Jahre durch euch in einer Weise bestätigt werden, dass es niemals wieder ein Chinese wagt, einen Deutschen scheel anzusehen!“ Diese „Hunnenrede“ mit ihrer Aufforderung „Pardon wird nicht gegeben! Gefangene werden nicht gemacht!“ nutzte die britische Propaganda, um die Deutschen als „Hunnen“ zu diffamieren, was wiederum das Attilabild stark beeinflusste.
Das Treffen Attilas mit Papst Leo wurde von Raffael in einem Wandfresko dargestellt, das 1511 konzipiert, aber wohl erst 1513 vollendet wurde. Es beeinflusste noch Friedrich Wilhelm Joseph Schelling. In Theaterstücken, Opern und Romanen wird Attila meistens negativ gezeichnet, oft verbunden mit einer generell ungünstigen Darstellung der Hunnen. Hinzu kommen bewusst nationale Färbungen, insbesondere in Deutschland und Italien, wo sich erst im 19. Jahrhundert der Nationalstaat bildete. Noch immer betont nationalistisch ist die Darstellung in manchen ungarischen und türkischen Werken, wo Attila vollkommen ahistorisch vereinnahmt wird. In der neueren Belletristik wurden teils psychologisierende Charakterbilder entworfen, doch ist die filmische Darstellung des Hunnen weiterhin eher einseitig.
Mit Pierre Corneilles Attile Roy des Huns, einer fünfaktigen Tragödie, entstand 1667 ein erstes Drama über Attila, in dem er gleichsam durch das Böse selbst in Form eines Tobsuchtsanfalls stirbt. Im 17. Jahrhundert wurden die ersten Attila-Opern komponiert, als erste mit einem Libretto von Matteo Noris das dramma per musica, das Pietro Andrea Ziani für Venedig, Carlo Porsile 1675 für Neapel komponierte. Pietro Metastasio verfasste das Libretto des Musikdramas Ezio, das 1728 in Rom aufgeführt wurde, 1752 durch Händel in London. Beethoven plante 1809 gleichfalls eine Attila-Oper. Auch im Ballett wurde der Hunne zum Sujet, erstmals bei Gasparo Angiolini 1781 in Mailand.
Zu Beginn des 19. Jahrhunderts entstanden mehrere Dramen, in denen Attila eine mehr oder weniger bedeutende Rolle spielte. Zu nennen ist etwa das Drama Held des Nordens (1810) von Friedrich de La Motte Fouqué. Es folgten mehrere Inszenierungen vor allem im Rahmen der Nibelungensage, so das Trauerspiel Friedrich Hebbels. Die romantische Tragödie Attila, König der Hunnen von Zacharias Werner aus dem Jahr 1808 behandelt die letzten Lebensjahre Attilas und projiziert einen religiösen Mystizismus in die Hauptfiguren; das Stück war nicht sonderlich erfolgreich, diente aber später als Grundlage für Giuseppe Verdis 1846 uraufgeführte Oper Attila (Libretto von Temistocle Solera). Hier wurden der Hunnenkönig und seine Zeitgenossen jeweils zur Projektionsfläche politischer und gesellschaftlicher Vorstellungen und Ideale. Verdi machte Aëtius zum Vorkämpfer des italienischen Risorgimento, der dem „österreichischen Hunnen“ zurufen konnte: „Avrai tu l'universo, resti l'Italia a me!“ („Magst Du die Welt besitzen, mir aber bleibe Italien!“). Andere deuteten Attila und die „Invasion der Barbaren“, wie man in Südeuropa bis heute die Völkerwanderung nennt, entweder als Bedrohung für das christliche Abendland oder als Hoffnung auf die Zerschlagung des absolutistischen Regiments. Nach den gescheiterten Revolutionen der Jahre 1848 und 1849 wurde die gesamte Spätantike wieder zu einer Epoche des Niedergangs und der Abwehr der „Barbaren“ und „Wilden“, gar des „Antichristen“.
Dennoch ging von Attila weiterhin eine große Faszination aus. In der ungarischen Literatur wurde seine Gestalt im Zuge der nationalen Bewusstwerdung im 19. Jahrhundert erneut als – durchaus positive – Herrschergestalt dargestellt: Ein zentrales Werk ist das Epos Buda halála (Der Tod des Bleda, 1863) des Dichters János Arany, der die beiden Königsbrüder in typologischen Gegensatz setzt. Ähnlich starke Wirkung entfaltet für die ungarische Sicht auf Attila bis heute Géza Gárdonyis Ich war den Hunnen untertan (A láthatatlan ember, 1901), ein Roman aus der Sicht eines Sklaven und Schülers von Priskos, der sich in eine für ihn unerreichbare hunnische Adelige am Hof Attilas verliebt und sich deshalb den Hunnen anschließt. Im deutschen Sprachraum zeigt sich diese fortwährende Faszination in Felix Dahns historischem Werk Attila von 1888 ebenso, wie deutlich später in Tilman Röhrigs Die Burgunderin (2007), einem Roman über eine junge Burgunderin, die – ähnlich wie die Hauptfigur in Gárdonyis Buch – als Sklavin im Reich Attilas lebt. Quellenmäßig auf besonders unsicheres Terrain begibt sich Thomas R. P. Mielke mit Attila, König der Hunnen von 1999, einem Roman über Attila bis zur Geburt seiner Kinder. Wie gewohnt ist Rom bei ihm dekadent; Attila wird dadurch, dass er beide Welten kennt, für Rom besonders gefährlich. 
Erst recht bieten Spielfilme Attila als Projektionsfläche dar. Das früheste Werk stammt von Fritz Lang aus dem Jahr 1924 und behandelt Attila im Rahmen des Nibelungenstoffs. Mehr im Zentrum stand der Hunnenkönig in den beiden 1954 entstandenen Filmen Attila, die Geißel Gottes mit Anthony Quinn und Attila, der Hunnenkönig mit Jack Palance als Attila, in deren Handlung kulturelle Klischeevorstellungen des Kalten Krieges eingeflochten sind. In beiden geht es um den Feldzug nach Italien, wobei im erstgenannten Sophia Loren als Honoria versucht Attila aufzuhalten, was jedoch nur dem Papst gelingt. Im zweiten – im Amerikanischen Sign of the Pagan – zeigt der Regisseur Douglas Sirk den Hunnenkönig als einen von Melancholie und Selbstzweifeln gequälten Mann. In Attila – Der Hunne, den Dick Lowry 2001 mit Gerard Butler als Attila drehte, geht es um Prophezeiungen, persönlichen Ehrgeiz, Dekadenz des Kaiserhauses und die persönliche Enttäuschung durch die römische Politik, die den Hunnen dazu veranlasst, Krieg zu führen, wobei am Ende der imaginierte Osten, das Wilde („The Huns are savages“), die Völker eint. Zeitweise lässt der Film die Zuschauer sogar die Perspektive der Hunnen einnehmen. Mit Attilas und Aëtius’ Tod beginnt demnach das „dunkle Zeitalter“.
Weitere Werke wie das Computerspiel Total War: Attila beziehen sich auf Attila als zentrale, prägende Persönlichkeit der Völkerwanderungszeit.

## Forschung

### Forschungsgeschichte
In der modernen Forschung sind teils deutliche Unterschiede in der Bewertung auszumachen. Die Quellenlage erlaubt ohnehin keine im eigentlichen Sinne biographische Annäherung an den Hunnenherrscher.
In dem bis heute wichtigen Hunnenbuch von Edward A. Thompson aus dem Jahr 1948 wird Attilas angebliche Feldherrnkunst relativiert und seine Politik gegenüber Rom kritisch beurteilt; diese sei schon zu seinen Lebzeiten gescheitert. Franz Altheim, der auch eine mehrbändige Hunnengeschichte herausgegeben hat, hat 1951 eine allgemeine Darstellung über Attila vorgelegt, die allerdings als inhaltlich problematisch und methodisch teils unzureichend kritisiert wird. Ebenfalls 1951 ist Helene Homeyers Werk über Attila erschienen. Es handelt sich um eine Sammlung von übersetzten und knapp kommentierten Quellenauszügen; das Werk ist in der Forschung trotz einzelner Fehler durchaus positiv aufgenommen worden. Eine ähnlich angelegte Sammlung ins Englische übersetzter und fortlaufend kommentierter Quellentexte bietet das von der angloamerikanischen Forschung bis in die jüngere Zeit rezipierte Buch von Colin Gordon aus dem Jahr 1960.
Das Buch Otto Mänchen-Helfens über die Hunnen ist, obwohl unvollendet und daher teils lückenhaft, ein wichtiges Standardwerk, in dem die Quellen kritisch ausgewertet sind. Die Studie von István Bóna ist aufgrund der starken Berücksichtigung archäologischer Funde von Bedeutung. Eher ereignisgeschichtlich angelegt ist die Darstellung Gerhard Wirths, der die problematische Situation Attilas nach den gescheiterten Feldzügen 451/52 betont. Ein mehrfach rezipierter Ansatz stammt von Herwig Wolfram, der das Attilareich als hunnische Alternative zum Römerreich betrachtet. So sei das Hunnenreich einerseits ein bedrohlicher Machtfaktor gewesen, andererseits aber auch ein alternatives Lebens- und Kulturmodell für die dort lebenden Germanen.
Timo Stickler betont die Misserfolge von Attilas Konzeption, seiner Anlehnung vor allem an das Weströmische Reich als politischen Partner und der Institutionalisierung seiner Herrschaft nach römischem Vorbild. Diesbezüglich habe sich der Hunnenkönig verkalkuliert. Zudem habe es nach den militärischen Rückschlägen 451/52 an den finanziellen „Schmiermitteln“ gefehlt. Christopher Kelly wiederum betrachtet Attila als kompetenten Herrscher, dem das gelungen sei, woran andere Hunnenherrscher vor ihm (wie Rua) gescheitert seien: die Errichtung eines über mehrere Jahre recht stabilen politischen Herrschaftskomplexes. Dies sei trotz des letztlichen Scheiterns eine respektable Leistung, die abseits der übersteigerten positiven und negativen Überlieferungstraditionen zu würdigen sei, was auch Attilas Zeitgenosse Priskos erkannt habe.
Thematisch breit angelegt ist der Katalog zur 2007 veranstalteten Ausstellung Attila und die Hunnen in Speyer. Dort wird nicht nur die Person Attila ausgewogen behandelt, sondern auch die allgemeine Geschichte der Hunnen, ihre Lebensform und die Rezeptionsgeschichte. Eine aktuelle Einführung zur Geschichte der Hunnen mit besonderer Berücksichtigung der archäologischen Zeugnisse bietet Michael Schmauders Darstellung aus dem Jahr 2009. Einen Überblick zur Forschung rund um das „Zeitalter Attilas“ – weniger zur Person des Hunnenherrschers selbst – geben die Beiträge in einem von Michael Maas 2015 herausgegebenen Sammelband. Eine solide Darstellung hat Klaus Rosen im März 2016 vorgelegt, wobei sowohl die Geschichte der Hunnen geschildert als auch ein im weitesten Sinne biographischer Ansatz versucht wird. Mischa Meiers im März 2025 erschienene Gesamtdarstellung zu den Hunnen stellt eine Bündelung der aktuellen Forschung dar, in der auch Attila ausführlich behandelt wird.
In Anlehnung an das negativ konnotierte Geschichtsbild Attilas, werden in der modernen Forschung auch andere Herrscher als die Attilas ihrer Zeit bezeichnet, so bezogen auf China der Xiongnuherrscher Liu Cong (frühes 4. Jahrhundert) und auf Indien der Alchonherrscher Mihirakula (frühes 6. Jahrhundert).

### Namensherkunft
Die Etymologie des Namens Attila hat zu zahlreichen Herleitungsversuchen aus verschiedensten Ausgangssprachen geführt. Es scheint sich nicht um den Geburtsnamen, sondern möglicherweise um die Uminterpretation seines hunnischen Namens zu handeln. Fest steht nur, dass die griechischen und lateinischen Autoren den Namen des Hunnenherrschers als Attila wiedergeben, ohne dass der genaue Ursprung klar ist.
Die größte Akzeptanz fand die These Wilhelm Grimms, dass der Begriff „Attila“ der in der westgotischen Bibelübersetzung des Wulfila gut belegten gotischen Sprache entstammt und das Diminutiv von atta (= Vater) darstellt. Der Name wäre demnach mit „Väterchen“ zu übersetzen. Da Goten und Hunnen nach 375 vielfach Verbindungen miteinander eingingen und Fälle von Goten mit hunnischen Namen und Hunnen mit gotischen Namen bekannt sind, gilt dieser Erklärungsansatz als plausibel. Die im mittelhochdeutschen Nibelungenlied verwendete Namensform Etzel lässt sich lautgesetzlich aus der Vorform Attila herleiten. Es ist auch möglich, dass der ursprünglich hunnische Name Attilas von den Goten sprachlich nur entsprechend interpretiert wurde und ursprünglich etwa im Sinne von „Reiter“ gelautet hat.
Eine vornehmlich von türkischen Turkologen vertretene Hypothese leitet den Namen hingegen aus dem Alttürkischen her (alttürkisch ata = Vater; vgl. Atatürk). Diese Interpretation ist außerhalb der Türkei jedoch stark umstritten, zumal es sehr unsicher ist, ob die Hunnen überhaupt ein Turkvolk waren; jedenfalls waren die Hunnen Attilas kein ethnisch homogener Verband. Aber selbst im Fall einer Herleitung von einer altaischen Sprache, zumal von der hunnischen Sprache faktisch kaum etwas überliefert ist und daher ein altaischer Namensursprung sehr unsicher ist, sind andere Namensableitungen möglich.
Attila ist in Ungarn und in der Türkei heute noch ein populärer Name. Er wird in Ungarn Attila geschrieben, in der Türkei Atilla oder Atila.